# Мойка (річка)
Мо́йка (рос. Мойка), до 1797 року М'я (рос. Мья) — наскрізна протока в південній (лівій) частини гирла Неви; правий рукав річки Фонтанка, що витікає з неї по південній межі Літнього саду й Марсового поля; впадає у Велику Неву.
У топоніміці Петербурга гідронім «Мойка» часто є скороченим для набережна Мойки — наприклад, «музей-квартира Пушкіна на Мойці, 12».

## Опис
Довжина — 4,67 км, ширина до 40 м, найбільша глибина до 3,2 м. Як видно на плані місцевості, знятому зі старої шведської карти околиць Нієнштадта/Нієншанця (імовірно, 1698 року), річка являла собою самостійний рукав нинішньої Фонтанки ще до заснування Петербурга. Примикаючи до Фонтанки під кутом, близьким до прямого, в силу законів гідродинаміки витік цього рукава та його верхів'я поступово замулювались, а в силу низького природного ухилу зболочувалась вся місцевість навколо. Подібна доля, ймовірно, спіткала довколишню протоку, що була самостійною на ранніх етапах формування дельти Неви, але потім перетворилася в зболотнену річку Кривушу. Процес заболотнення витоків таких відгалужень посилювався з кожною петербурзькою повінню, два з яких трапилися після заснування міста у проміжку 5 років (1703 й 1708).
В 1704 році Петро I взявся за «обжиту і вигідно розташовану мизу (біля витоків Фонтанки), де розташовувався маєток шведського майора Еріха Берндта фон Коноу (Конау) — невеликий будиночок з господарським двором й садом», маючи на меті облаштувати тут свою літню резиденцію з великим садом при ній — майбутні Літній палац й Літній сад. При цьому цар наказав першому будівельнику саду, Івану Угрюмову «перебити тую річку» — що його соратник й виконав на наступний рік: на плані 1705 року Фонтанка вже перекрита греблею. Не дивно, що витік Мийки при цьому замулився остаточно, а найближчі околиці Літнього саду перетворились на болото. Після цього в 1711 році греблю довелося пробити, навівши замість неї постійний міст. На додаток до розчищення природного витоку Мойки, відновилася її природний зв'язок з Фонтанкою, на західному краї Літнього саду була вирита Лебедяча канавка, що з'єднала Мийку безпосередньо з Невою. Тим самим на східній околиці історичного острова Усадиця утворився новий штучний острів між Невою, Фонтанкою та Мойкою, офіційно іменований островом Літній Сад.
Протікаючи через центральну частину міста, Мойка омиває з південної сторони Адміралтейський острів (частина, що називається 2-й Адміралтейський острів); впадає зліва в Неву (Велику Неву). Від Мойки відходять Зимова канавка й Лебедяча канавка, що з'єднують її з Невою, а також канал Грибоєдова, впадає в Фонтанку.

## Історія
До заснування Санкт-Петербурга річка шведської Іжорії називалася М'я, від іжорського Муя, тобто «Брудна». Протягом 1719—1797 років назва М'я була офіційною назвою річки. Відомий вже з 1726 року гідронім Мойка виник в результаті локалізації важкого на вимову «М'я».

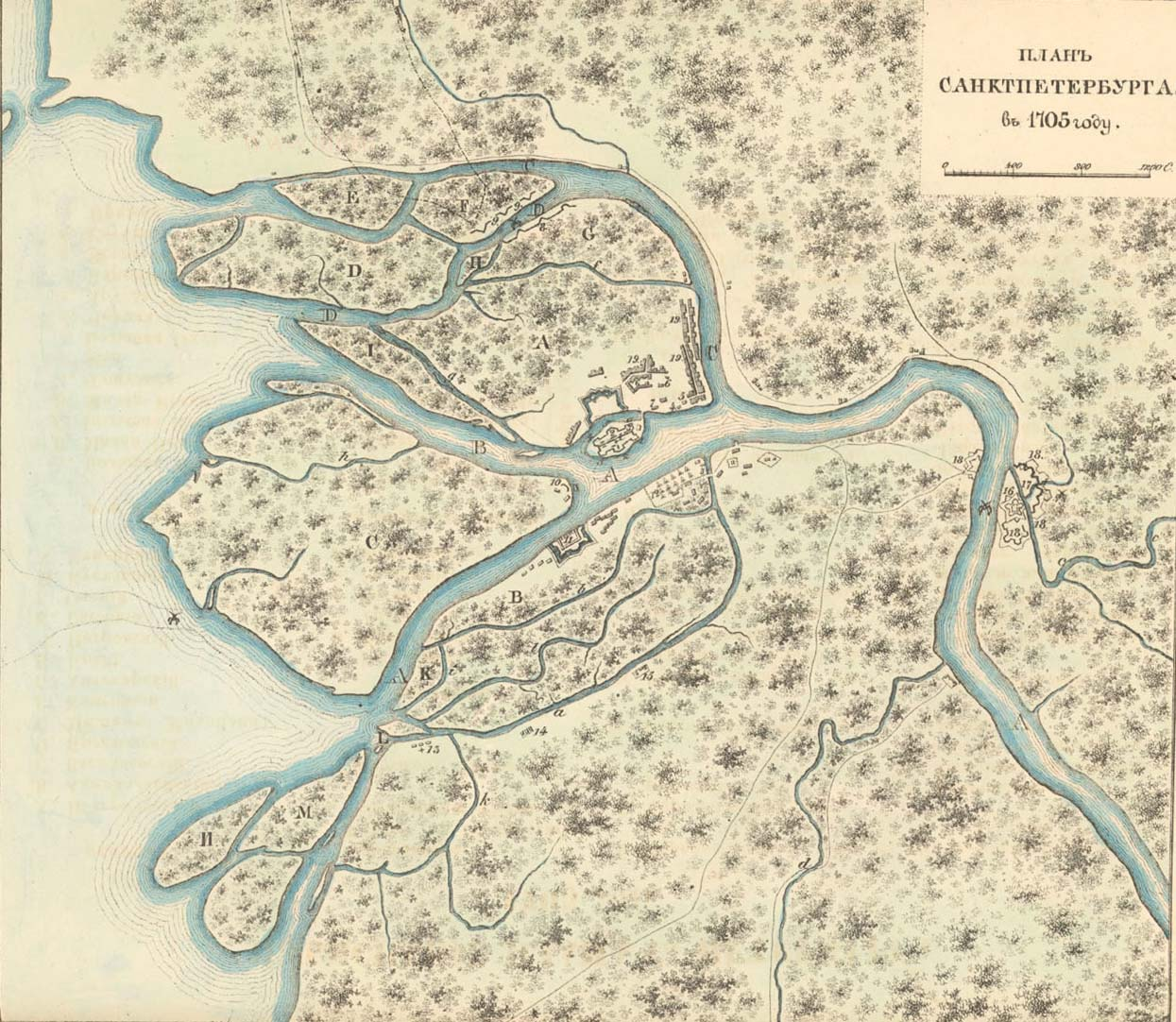
Мойка, як рукав Фонтанки, на плані 1705 року

Як явно з історичних карт, річка являла собою самостійний рукав нинішньої Фонтанки ще за Шведської імперії і в перші роки після заснування Петербурга. Заболочування її витоків сталося внаслідок перекриття Фонтанки греблею, здійсненого у 1705 році за наказом Петра I при розбивці Літнього саду («перебити тую річку»), і примножено повінню 1708 року. До початку робіт з відновлення природного режиму Мойки розгорнулися 1711 року, й вже складалося враження, що річка витікає звідкись з боліт, що оточили Літній сад з заходу та півдня. На додаток до зносу греблі через Фонтанку й відновлення витоку Мойки з тієї річки, в 1711—1719 роках Мойка отримала два нових штучних відводи від Неви: Лебедячу канавку між Літнім садом й Марсовим полем й Красний канал — вздовж західного кордону Марсового поля.
У перші роки будівництва Петербурга Мойка служила умовною межею міста, хоча одночасно з цим активізувалося заселення південного берега Фонтанки. За прокладки «Великої перспективної дороги» (тепер Невський проспект), що з'єднала по найкоротшій лінії Адміралтейство з Новгородською дорогою та лаврою, в місці перетину цього шляху з Мойкою у 1717—1718 або в 1720 році було побудовано дерев'яний підйомний Зелений міст. Поруч з ним для збору мита при перетині кордону міста було збудовано Митній двір. Міська межа проходила у цьому місці до 1726 року. Тут же було розташовано й Гостинний двір у Зеленого мосту.
В 1720 році були створені перші дерев'яні набережні Мойки, й у 1736—1737 роках було поглиблено дно річки. У 1798—1811 роках споруджено гранітні набережні від Фонтанки до сучасного Англійського проспекту (лівий берег) й Крюкового каналу (правий берег). У 1960 році побудовано гранітні банкети у Михайлівського саду, в 1975 році — набережна від проспекту Макліна (тепер Англійський проспект) до річки Пряжки.

## Мости
Через річку перекинуто 15 мостів, багато з яких є пам'ятками архітектури міста.

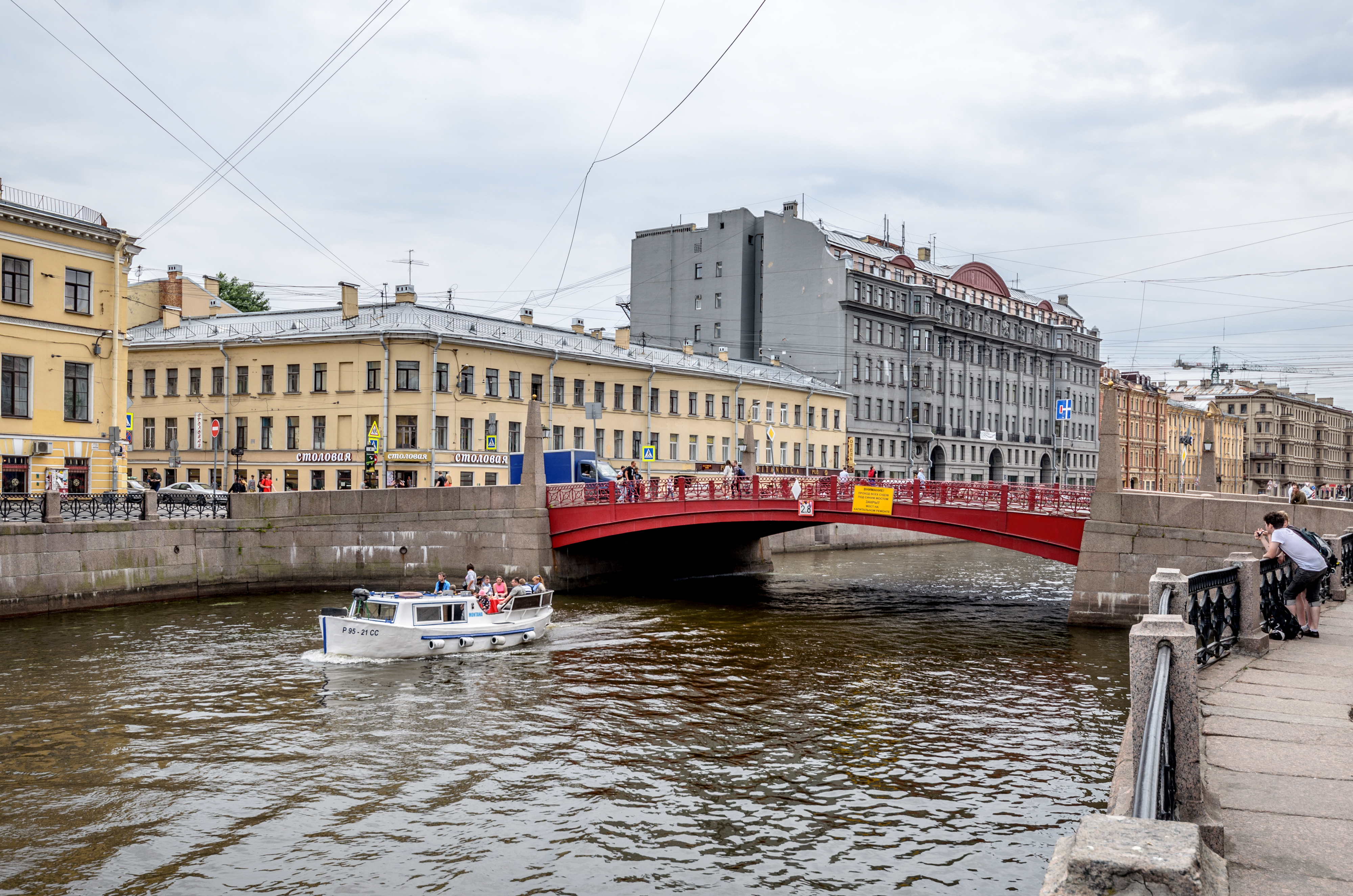
Красний міст

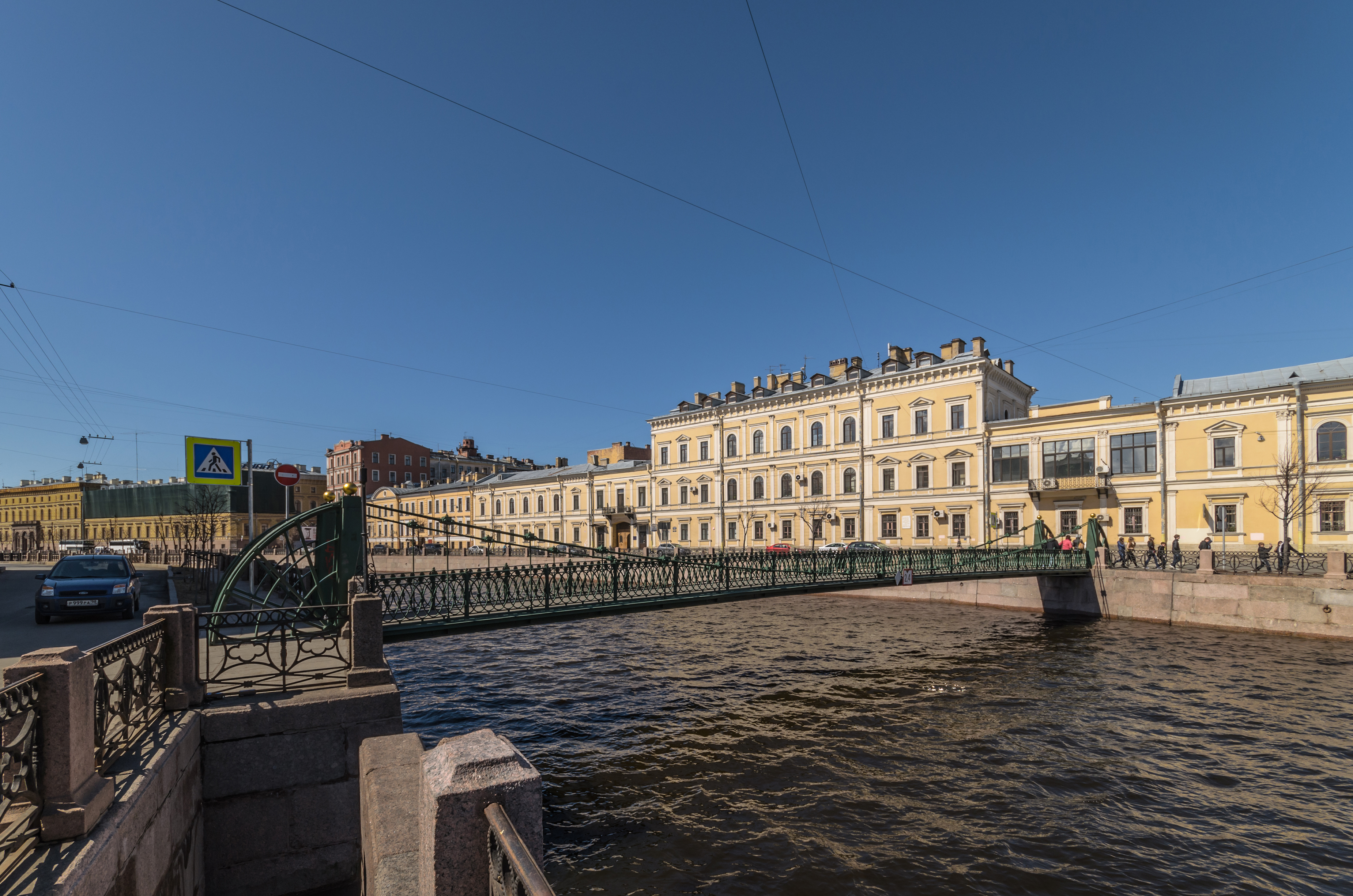
Поштамтський міст

Від витоку до гирла:
- 1-й Інженерний міст
- 1-й Садовий міст
- 2-й Садовий міст
- Мало-Конюшенний міст
- Великий Конюшенний міст
- Співочий міст
- Зелений міст
- Красний міст
- Синій міст
- Ліхтарний міст
- Поштамтський міст
- Поцілунків міст
- Краснофлотський міст
- Храповицький міст
- Корабельний міст

## Пам'ятки
Мойка — єдина водна артерія Санкт-Петербурга, через яку перекинуто кольорові мости.

## Мойка у поезії
- Олександр Кушнер «Пойдем же вдоль Мойки, вдоль Мойки…». chernov-trezin.narod.ru (рос.). Архів оригіналу за 4 червня 2019. Процитовано 11 січня 2019.
- Корній Чуковський, «Мийдодір»: «Прямо в Мойку, прямо в Мойку с головою окунут…». web.archive.org. Процитовано 11 січня 2019.